# Golūjeh-ye Moḩammad Khān
Golūjeh-ye Moḩammad Khān (persiska: گلوجه محمّد خان) är en ort i Iran.   Den ligger i provinsen Östazarbaijan, i den nordvästra delen av landet, 500 km väster om huvudstaden Teheran. Golūjeh-ye Moḩammad Khān ligger 1 739 meter över havet och antalet invånare är 235.
Terrängen runt Golūjeh-ye Moḩammad Khān är kuperad västerut, men österut är den platt.Runt Golūjeh-ye Moḩammad Khān är det ganska glesbefolkat, med 22 invånare per kvadratkilometer. Närmaste större samhälle är Bābā Kandī, 12,6 km öster om Golūjeh-ye Moḩammad Khān. Trakten runt Golūjeh-ye Moḩammad Khān består i huvudsak av gräsmarker.